# Руссо-Балт
Руссо-Балт е вече несъществуваща марка руски автомобили. Името на компанията идва от Русско-Балтийский вагонный завод (РБВЗ).

## История
Компанията Руссо-Балт е била съсредоточена в производството на вагони. Основните производствени мощности на компанията са в Рига и Санкт-Петербург. Първия автомобил на компанията е произведен през 1909 г. През следващите няколко години са произведени моделите „К-12“, „С-24“ и „Е-15“. Автомобилите Руссо-Балт участват в едни от най-престижните рали състезания в началото на XX век.
През 2000 година е направен неуспешен опит марката да бъде възродена. Концептуалният модел излиза много скъп за производство и не е достатъчно търсен.